# Keszeg
Keszeg là một thị trấn thuộc hạt Nógrád, Hungary. Thị trấn này có diện tích 9,95 km², dân số năm 2010 là 699 người, mật độ 70 người/km².